# Lo Peatge de Pisançon
Borg de Peatge en occità (en francès i oficialment Bourg-de-Péage, antigament Le Bourg-du-Péage) és un municipi i una ciutat occitana (francesa) del departament de la Droma, a la regió d'Alvèrnia-Roine-Alps, enfront de la ciutat de Rumans d'Isèra, de la qual és separada pel riu Isèra. Actualment està agermanada amb Sant Feliu de Guíxols (Catalunya).